# Sphenomorphus kinabaluensis
Espèce
Synonymes
- Lygosoma kinabaluensis Bartlett, 1895

Sphenomorphus kinabaluensis est une espèce de sauriens de la famille des Scincidae.

## Répartition
Cette espèce est endémique du Sabah en Malaisie orientale.

## Étymologie
Son nom d'espèce, composé de kinabalu et du suffixe latin -ensis, « qui vit dans, qui habite », lui a été donné en référence au lieu de sa découverte, le mont Kinabalu.

## Publication originale
- Bartlett, 1895 : The crocodiles and lizards of Borneo in the Sarawak Museum, with descriptions of supposed new species, and the variation of colours in the several species during life. Journal of the Straits Branch Royal Asiatic Society Singapore, vol. 28, p. 73-96 (texte intégral).